# Thorsten Rund
Thorsten Rund (ur. 25 lutego 1976 w Lubinie) – niemiecki kolarz torowy i szosowy, brązowy medalista torowych mistrzostw świata.

## Kariera
Największym sukcesem w karierze Thorstena Runda jest wywalczenie wspólnie z Danilo Hondo, Heiko Szonnem i Guido Fulstem brązowego medalu w drużynowym wyścigu na dochodzenie podczas torowych mistrzostw świata w Manchesterze w 1996 roku. Cztery lata później brał udział w wyścigu punktowym na igrzyskach olimpijskich w Sydney, ale zajął dopiero 23. pozycję. Ponadto Rund zdobył cztery medale mistrzostw świata juniorów: złoto w drużynowym wyścigu na dochodzenie i wyścigu punktowym i brąz indywidualnie w 1993 roku oraz srebrny medal indywidualnie w 1994 roku. Wielokrotnie zdobywał medale mistrzostw kraju w kolarstwie torowym.